# Gary Schull
Gary Walter Schull (Willow Grove, 18 dicembre 1944 – Melbourne, 9 febbraio 2005) è stato un cestista statunitense.

## Carriera
Ha disputato la NCAA con la Florida State University dal 1963 al 1966 venendo inserito nella Hall of fame di questa università. Nella sua carriera universitaria realizzò 1122 punti e totalizzò 769 rimbalzi. Al Draft NBA del 1966 è stato scelto dai Cincinnati Royals al settimo giro (67ª scelta assoluta), senza però esordire nella National Basketball Association. Si è infatti trasferito ai Philip Oilers, squadra della Lega Industriale presso cui lavorava.
È stato poi in Italia per cinque stagioni dal 1968 al 1973, con la Fortitudo Bologna all'epoca sponsorizzata prima Eldorado e poi Alco.
Nel 1970-71 è stato il miglior marcatore del campionato italiano, segnando 540 punti con la Fortitudo stessa. Era soprannominato “ Barone” e il suo numero di maglia “13” è stato ritirato dalla società Fortitudo.
Nel 1971 sfrutto’ la popolarità raggiunta in Italia cimentandosi come cantante con un disco 45 giri (lato A la “storia di Gary”) ma con un successo limitato.
È morto per un attacco di cuore nel sonno nell’abitazione di Melbourne in Florida.

## Galleria d'immagini

Schull con la maglia della Fortitudo Bologna
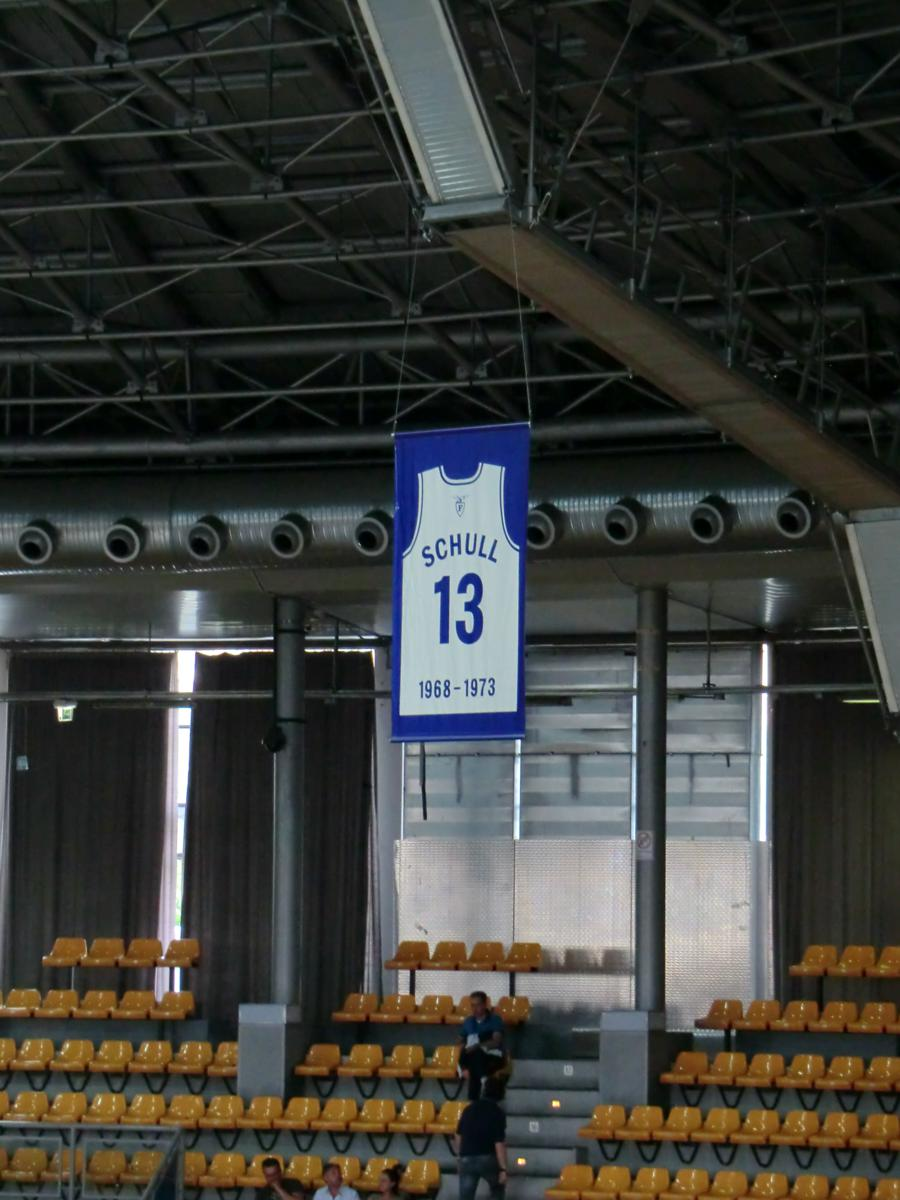
La curva dedicata al giocatore al PalaDozza di Bologna